# 7644 Cslewis
A 7644 Cslewis (ideiglenes jelöléssel 1988 VR5) a Naprendszer kisbolygóövében található aszteroida. Antonín Mrkos fedezte fel 1988. november 4-én.
Nevét Clive Staples Lewis (1898–1963) ír író után kapta.